# Hemitrygon laosensis
Hemitrygon laosensis is een vissensoort uit de familie van de pijlstaartroggen (Dasyatidae). De wetenschappelijke naam van de soort is voor het eerst geldig gepubliceerd in 1987 door Roberts & Karnasuta.